# Crossopetalum parvifolium
Crossopetalum parvifolium är en benvedsväxtart som beskrevs av Louis Otho Williams. Crossopetalum parvifolium ingår i släktet Crossopetalum och familjen Celastraceae. Inga underarter finns listade.